# Kazimierz Witkowski (trener judo)
Kazimierz Witkowski (ur. 18 stycznia 1948 we Wrocławiu) – polski trener judo, doktor habilitowany nauk o kulturze fizycznej, związany z Akademią Wychowania Fizycznego we Wrocławiu.

## Życiorys

### Wykształcenie i praca zawodowa
Ukończył technikum budowlane we Wrocławiu, w latach 1968-1983 pracował w Biurze Projektów Budownictwa Wiejskiego Biprol we Wrocławiu. W 1981 ukończył studia w Akademii Wychowania Fizycznego we Wrocławiu, w 1983 podjął pracę na tej uczelni w Zakładzie Judo w Katedrze Wychowania Fizycznego AWF. W 1992 obronił pracę doktorską Analiza poziomu rozwoju cech strukturalnych i funkcjonalnych na tle wyników sportowych w judo napisaną pod kierunkiem Antoniego Janusza. W 1998 mianowany docentem, od tego samego roku kierował Zakładem Sportów Walki i Samoobrony w Katedrze Sportów Walki, od 2002 Zakładem Sportów Walki w Katedrze Dydaktyki Sportu. W latach 2009–2012 był zastępcą dyrektora Instytutu Sportu AWF, w latach 2012-2016 prodziekanem Wydziału Nauk o Sporcie. W 2013 otrzymał stopień doktora habilitowanego na podstawie badań opisanych jako Wieloczynnikowa analiza sukcesu sportowego w sportach walki, w 2016 zatrudniony został na stanowisku profesora nadzwyczajnego.

### Kariera zawodnicza i trenerska
W latach 1965–1972 trenował judo w Sparcie Wrocław, jego pierwszym trenerem był Stanisław Dziecinny. W latach 1973–1981 pracował jako trener w Gwardii Wrocław, od 1982 jest związany z klubem AZS-AWF Wrocław. Tam kolejno był trenerem odpowiedzialnym za szkolenie juniorek, juniorów, seniorek i seniorów (1982-1990), trenerem głównym sekcji judo, odpowiedzialnym za szkolenie seniorów i seniorek (1991-1996), trenerem koordynatorem sekcji judo (1997-2009), trenerem koordynatorem założonej przez siebie sekcji ju-jitsu (2003-2009), trenerem założonej przez siebie sekcji taekwondo olimpijskiego (2007-2009). Jego zawodnikami byli m.in. olimpijczycy Wiesław Błach, Katarzyna Juszczak, Marek Pisula i Rafał Kubacki, medalistki mistrzostw Europy Małgorzata Górnicka i Anita Kubica, akademicki mistrz świata Andrzej Karwacki, mistrzyni Polski Ernestyna Matusiak.
Posiada VI Dan w judo.
W latach 2012–2020 był wiceprezesem AZS-AWF Wrocław.

### Odznaczenia i wyróżnienia
W plebiscycie Słowa Polskiego został wybrany trenerem roku 1997 na Dolnym Śląsku i managerem roku na Dolnym Śląsku w 1998.
Został odznaczony Brązowym Krzyżem Zasługi (1987), Srebrnym Krzyżem Zasługi (1996), Złotym Krzyżem Zasługi (2002), Krzyżem Kawalerskiem Orderu Odrodzenia Polski (2012), a także Medalem Komisji Edukacji Narodowej (2003), Odznaką „Zasłużony Działacz Kultury Fizycznej” i Złotym Medalem za Zasługi dla Polskiego Ruchu Olimpijskiego (1988).